# 伊藤则子
伊藤则子（日语：／ Ito Noriko，1979年5月18日—），日本女子羽毛球运动员。她曾代表日本参加2020年夏季残疾人奥林匹克运动会羽毛球比赛，获得女子SL3-SU5级双打铜牌。